# Oekraïne op het Eurovisiesongfestival 2014

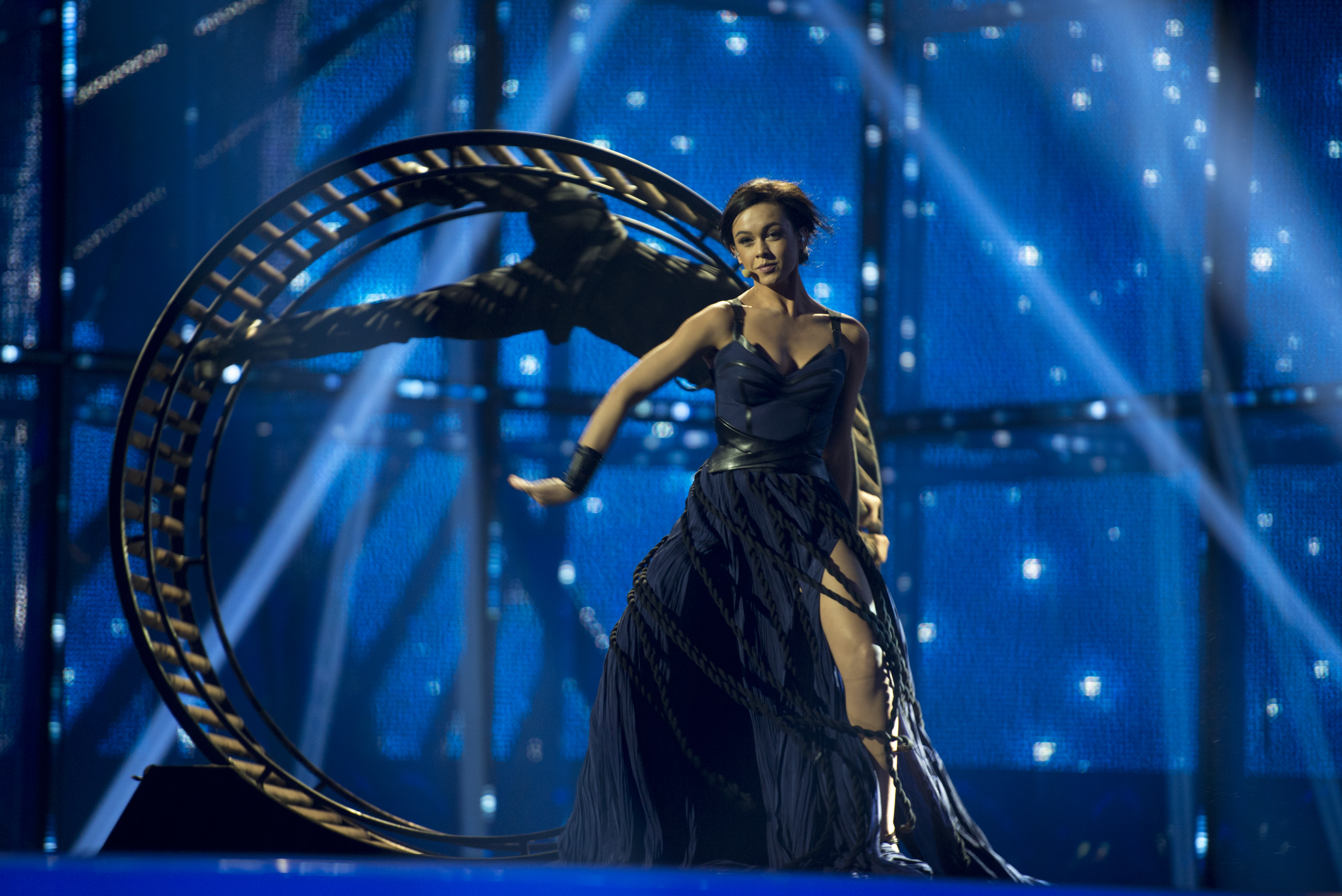
Maria Jaremtsjoek eindigde namens Oekraïne op de zesde plek in Kopenhagen

Oekraïne nam deel aan het Eurovisiesongfestival 2014 in Kopenhagen, Denemarken. Het was de 12de deelname van het land op het Eurovisiesongfestival. NTU was verantwoordelijk voor de Oekraïense bijdrage voor de editie van 2014.

## Selectieprocedure
Op 23 oktober 2013 verklaarde de Oekraïense openbare omroep te zullen deelnemen aan de volgende editie van het Eurovisiesongfestival. Net als in 2013 hield de NTU een nationale finale om de Oekraïense inzending aan te duiden. Artiesten en tekstschrijvers konden hun bijdrage naar de omroep sturen, en dit tot en met 6 december 2013. Alle ingeschreven artiesten moesten op 7 december hun lied presenteren voor een vakjury, die vervolgens de twintig finalisten aanduidde. De vakjury bestond uit Vladislav Baginskij, Mikhail Nekrasov, Jevgenij Fesjak en Vladimir Kozlov.
De nationale finale vond plaats op 21 december 2013, en werd gepresenteerd door Timoer Mirosjnytsjenko en Tetjana Vozjeva. Een vakjury (bestaande uit Oleksandr Pantelejmonov, Vladislav Baginskij, Joerij Rybsjinskij, Yan Tabasjnik en Mikhail Nekrasov) en de televoters stonden elk in voor de helft van de punten. Bij een eventueel gelijkspel gaven de punten van de vakjury de doorslag. Uiteindelijk haalde Maria Jaremtsjoek het zowel bij de vakjury als bij de kijkers thuis. Zij mocht aldus Oekraïne vertegenwoordigen op het Eurovisiesongfestival 2014, en dit met het nummer Tick-Tock.

## Nationale finale
21 december 2013
| Plaats | Artiest              | Lied                     | Jury | Publiek | Totaal |
| ------ | -------------------- | ------------------------ | ---- | ------- | ------ |
| 1      | Maria Jaremtsjoek    | Tick-Tock                | 12   | 12      | 24     |
| 2      | Victoria Petryk      | Love is lord             | 10   | 7       | 17     |
| 3      | Volodimir Tkasjenko  | Byti tam de ti           | 11   | 5       | 16     |
| 4      | Viktor Romansjenko   | Na kraju propasti        | 5    | 11      | 16     |
| 5      | Illaria              | I'm alive                | 8    | 6       | 14     |
| 6      | neAngely             | Courageous               | 6    | 8       | 14     |
| 7      | Natalia Valevskaja   | Love makes you beautiful | 5    | 9       | 14     |
| 8      | Eugene Litvinkovitsj | Streljanaja ptitsa       | 2    | 10      | 12     |
| 9      | Shanis               | Moja doesha              | 9    | 1       | 10     |
| 10     | Stas Shurins         | Why                      | 5    | 4       | 9      |
| 11     | Anatoly Shparev      | Waiting for you          | 7    | 1       | 8      |
| 12     | Roman Polonsky       | Wanted dead or alive     | 5    | 1       | 6      |
| 13     | Tatiana Shirko       | Let go                   | 3    | 3       | 6      |
| 14     | Denis Ljoebimov      | Love                     | 4    | 1       | 5      |
| 14     | Marietta             | It's my life             | 4    | 1       | 5      |
| 16     | Anna-Maria           | 5 stars hotel            | 3    | 1       | 4      |
| 16     | Tania BerQ           | Believe me               | 3    | 1       | 4      |
| 18     | Anna Hodorovska      | Jesli jest ljoebov       | 2    | 1       | 3      |
| 19     | Lissa Wassabi        | No fear                  | 1    | 2       | 3      |
| 20     | Uli Rud              | Tsvetok                  | 1    | 1       | 2      |

## In Kopenhagen
Oekraïne moest in Kopenhagen eerst aantreden in de eerste halve finale, op dinsdag 6 mei. Maria Jaremtsjoek trad als negende van zestien acts op, na Dilarə Kazımova uit Azerbeidzjan en net voor Axel Hirsoux uit België. Bij het openen van de enveloppen bleek dat Oekraïne zich had weten te plaatsen voor de finale. Na afloop van de finale werd duidelijk dat Maria Jaremtsjoek op de vijfde plaats was geëindigd in de eerste halve finale, met 118 punten. Oekraïne kreeg het maximum van twaalf punten van twee landen, met name Armenië en Azerbeidzjan.
In de finale trad Maria Jaremtsjoek als eerste van 26 acts aan, gevolgd door Teo uit Wit-Rusland. Aan het einde van de puntentelling stond Oekraïne op de zesde plaats, met 113 punten.

## Punten

### Punten gegeven aan Oekraïne
| 12 punten                | 10 punten    | 8 punten                | 7 punten                                          | 6 punten |
| ------------------------ | ------------ | ----------------------- | ------------------------------------------------- | -------- |
| - Armenië - Azerbeidzjan | - Estland    | - Moldavië - Montenegro | - België - IJsland - Letland - Portugal - Rusland | - Zweden |
| 5 punten                 | 4 punten     | 3 punten                | 2 punten                                          | 1 punt   |
| - Spanje - Nederland     | - San Marino | - Albanië - Hongarije   |                                                   |          |

| 12 punten                                              | 10 punten                          | 8 punten                | 7 punten                         | 6 punten           |
| ------------------------------------------------------ | ---------------------------------- | ----------------------- | -------------------------------- | ------------------ |
|                                                        | - Azerbeidzjan - Italië - Moldavië | - Wit-Rusland - Estland | - Letland - Montenegro - Rusland | - Georgië - Spanje |
| 5 punten                                               | 4 punten                           | 3 punten                | 2 punten                         | 1 punt             |
| - Oostenrijk - Griekenland - Israël - Litouwen - Polen | - België                           |                         | - Finland - Hongarije            | - Denemarken       |

### Punten gegeven door Oekraïne

#### Eerste halve finale
Punten gegeven door Oekraïne in de eerste halve finale
| Punten    | Land         |
| --------- | ------------ |
| 12 punten | Armenië      |
| 10 punten | Zweden       |
| 8 punten  | Hongarije    |
| 7 punten  | Nederland    |
| 6 punten  | Rusland      |
| 5 punten  | Azerbeidzjan |
| 4 punten  | San Marino   |
| 3 punten  | IJsland      |
| 2 punten  | Moldavië     |
| 1 punt    | Montenegro   |

#### Finale
Punten gegeven door Oekraïne in de finale
| Punten    | Land         |
| --------- | ------------ |
| 12 punten | Zweden       |
| 10 punten | Armenië      |
| 8 punten  | Oostenrijk   |
| 7 punten  | Polen        |
| 6 punten  | Wit-Rusland  |
| 5 punten  | Duitsland    |
| 4 punten  | Rusland      |
| 3 punten  | Hongarije    |
| 2 punten  | Spanje       |
| 1 punt    | Azerbeidzjan |

2003 · 2004 · 2005 · 2006 · 2007 · 2008 · 2009 · 2010 · 2011 · 2012 · 2013 · 2014 · 2015 · 2016 · 2017 · 2018 · 2019-2020 · 2021 · 2022 · 2023 · 2024 · 2025
Albanië · Armenië · Azerbeidzjan · België · Denemarken · Duitsland · Estland · Finland · Frankrijk · Georgië · Griekenland · Hongarije · Ierland · IJsland · Israël · Italië · Letland · Litouwen · Macedonië · Malta · Moldavië · Montenegro · Nederland · Noorwegen · Oekraïne · Oostenrijk · Polen · Portugal · Roemenië · Rusland · San Marino · Slovenië · Spanje · Verenigd Koninkrijk · Wit-Rusland · Zweden · Zwitserland